# David G. Dalin
Profesor David Gil Dalin je konzervativní americký rabín a profesor historických a politických věd na katolické Ave Maria University, autor řady knih o historii židovského národa a křesťansko-židovských vztahů.
Dalin obdržel bakalářský stupeň vzdělání na University of Carolina v Berkeley a magisterský a doktorský na Brandeis University. Pro úřad rabína ho připravil Jewish Theological Seminary of America. Před svým současným působištěm zastával post asociovaného profesora dějin židovského národa v Americe na University of Hartford.

## Mýtus Hitlerova papeže
Do povědomí celosvětové veřejnosti se Dalin dostal v roce 2005 svojí knihou The Myth of Hitler's Pope (česky Mýtus Hitlerova papeže), která představuje ostrou polemiku s dílem Johna Cornwella Hitlerův papež, jakož i knihami James P. Carrolla či Garry Willse, které kritizují papeže Pia XII. za jeho přístup k holokaustu. Dalin odmítá jejich kritiku a na základě desítek případů dokazuje, že papež udělal pro záchranu Židů maximum a že jich zachránil více, než kterýkoliv jiný člověk. Postuluje názor, že Jad Vašem dluží Piu XII. titul spravedlivý mezi národy a obviňuje výše vyjmenované autory z toho, že ve službách ve prospěch liberálního katolicismu zneužívají holokaust k tomu, aby nespravedlivě očernili a zdiskreditovali nejvýraznější vůdčí osobnost konzervativního katolicismu 20. století a s ním i celé konzervativní pojetí náboženství.

## Knihy
- Public Affairs and the Jewish Community: The Changing Political World of San Francisco Jews (1977) doktorandská dizertační práce
- American Jews and the Separationist Faith. A New Debate on Religion in Public Life (1993) editor
- From Marxism to Judaism: Selected Essays of Will Herberg (1997) editor
- Making a Life, Building a Community: A History of the Jews of Hartford (1997) s Jonathanem Rosenbauem
- Secularism, Spirituality, and the Future of American Jewry (1999) editor s Elliottem Abramsem
- The Presidents of the United States and the Jews (2000) s Alfredem J. Kolatchem
- Religion and State in the American Jewish Experience (2000) editor s Jonathanem D. Sarnou
- The Pius War : Responses to the Critics of Pius XII (2004) s Josephem Bottumem
- The Myth of Hitler's Pope: How Pope Pius XII Rescued Jews from the Nazis (2005)